# 梅野太輔
梅野 太輔（うめの だいすけ、1971年 - ）は、日本の化学者。専門は進化分子工学。

## 略歴・人物
北海道えりも町に生まれる。1990年福岡県立修猷館高等学校を経て、1994年九州大学工学部応用化学科を卒業。1998年九州大学大学院工学研究科分子システム工学専攻博士課程を修了。高木誠・前田瑞夫研究室に所属し、DNAの材料化に関する研究テーマで博士号（工学）を取得。
1999年カリフォルニア工科大学化学工学科博士研究員となり、産業酵素の進化分子工学の権威である、フランシス・アーノルド教授（2018年ノーベル化学賞受賞者）の研究室に所属、「生合成の進化」のモデル実験系の開発に携わる。2003年ワシントン大学シアトル校病理学科シニアフェローとなり、DNA複製と癌の研究で名高いローレンス・ローブ教授のもとで研究。
2005年千葉大学工学部共生応用化学科助教授となり、2007年同大大学院工学研究科共生応用化学専攻准教授を経て、2019年同教授に就任。主に生合成と制御ネットワークの進化分子工学を研究する。
2021年早稲田大学先進理工学部応用化学科教授に就任。

## 著書
- 斎藤恭一共著『アブストラクトで学ぶ 理系英語 構造図解50』（朝倉書店、2017年）